# رواية الاحساس

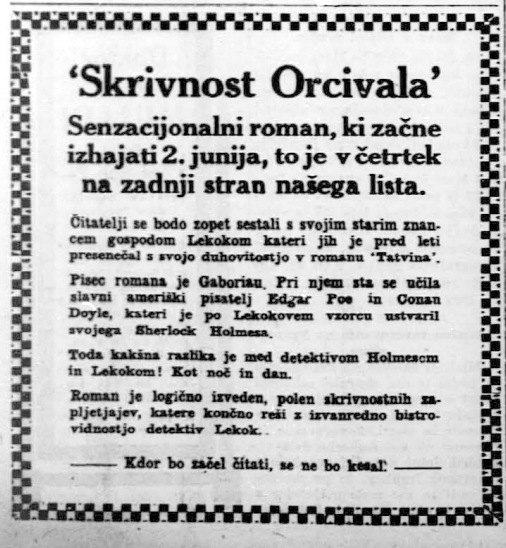
إعلان عن رواية سكريفنوست أورسيفال في صوت الأمة

رواية الإحساس، كانت نوعًا أدبيًا من الخيال حقق ذروة شعبيته في بريطانيا العظمى في ستينيات وسبعينيات القرن التاسع عشر، حيث ركزت على المواد المحرمة التي صدمت قرائها كوسيلة للتأمل في المخاوف الاجتماعية المعاصرة.
وشملت أسلافها الأدبية الروايات الميلودرامية وروايات نيوجيت، والتي ركزت على الحكايات المنسوجة حول السير الذاتية الإجرامية؛ كما استعانت أيضًا بالأنواع القوطية والرومانسية، فضلاً عن الأنواع الأدبية الموجهة للسوق الشامل. كانت شعبية هذا النوع مرتبطة بتوسع سوق الكتب ونمو جمهور القراء، وهي المنتجات الثانوية للثورة الصناعية. في حين كانت الرومانسية والواقعية تقليديا أنماطا متناقضة من الأدب، فقد جُمعت معا في الخيال المثير. كان روائيو الإثارة يكتبون عادةً قصصًا رمزية ومجردة؛ وقد منحت الطبيعة المجردة للقصص المؤلفين مساحة لاستكشاف السيناريوهات التي تصارع المخاوف الاجتماعية في العصر الفيكتوري. إن فقدان الهوية يظهر في العديد من قصص الخيال المثيرة لأن هذا كان قلقًا اجتماعيًا شائعًا؛ ففي بريطانيا، كان هناك استخدام متزايد في حفظ السجلات وبالتالي تساءل الناس عن معنى الهوية وديمومتها. ينعكس القلق الاجتماعي بشأن الهوية في روايات مثل "المرأة ذات الرداء الأبيض" و سر السيدة أودلي.
من الشائع أن يُنظر إلى الخيال المثير على أنه نشأ كنوع أدبي يمكن تحديده في أعقاب ثلاث روايات: "المرأة باللون الأبيض " (1859-1860) لويلكي كولينز ؛ و"إيست لين " (1861) للسيدة هنري وود ؛ و "سر السيدة أودلي " (1862) لماري إليزابيث برادون. ربما ظهر أقدم استخدام لمصطلح "روايات الإثارة" كاسم لمثل هذه الروايات في طبعة عام 1861 من الميزانية الأدبية لساوندرز وأوتلي وشركائهما.
كانت روايات الإثارة بمثابة مقدمة لأدب اللب، وهي مجلات خيالية غير مكلفة نُشرت من عام 1896 حتى حوالي عام 1955.

## تعريف
عرف رواية الإثارة الفيكتورية بشكل مختلف على أنها "رواية ذات سر" ونوع الرواية التي تجمع بين "الرومانسية والواقعية " بطريقة "تضغط على كلا الأسلوبين إلى أقصى حد". في الآونة الأخيرة، اقترحت آنا بيك أن الفيكتوريين أنفسهم حددوا مجموعة واسعة من الأعمال باعتبارها "روايات إثارة" وأن السمة المشتركة هي الطريقة التي تمثل بها مثل هذه الأعمال شخصيات الطبقة الدنيا: "طريقة واحدة للتفكير في رواية الإثارة هي أنها نوع يعطل منظور الطبقة المتوسطة، في حين أن الروايات الواقعية (هذا النوع الشهير من الطبقة المتوسطة)، حتى عندما تتضمن شخصيات من الطبقة الدنيا، تتعامل معهم بطريقة لا تعطل عادةً منظور الطبقة المتوسطة على نحو مماثل."

## التأثيرات
استفاد روائيو الإثارة من تأثيرات الميلودراما، والقوطية، ورواية نيو جيت لاستكشاف الموضوعات التي تعتبر استفزازية بموجب المعايير المجتمعية والتساؤل حول اصطناعية الهوية. في ستينيات القرن التاسع عشر، أصبحت روايات الإثارة والمسرح متشابكة بشكل وثيق؛ حيث كتب العديد من روائيي الإثارة المشهورين أيضًا للمسرح. كتب كل من ديكنز ، وريد ، وكولينز ، ومثلوا في المسرح، وساعد المسرح العديد من الروائيين في الحصول على الاعتراف بهم كمؤلفين. يعرّف بيتر بروكس الميلودراما بأنها محاولة "لإيجاد وتوضيح وإثبات وجود عالم أخلاقي، والذي على الرغم من التشكيك فيه وإخفائه بالشر والانحرافات في الحكم، إلا أنه موجود ويمكن جعله يؤكد وجوده.
أحد التأثيرات القوطية الشائعة في روايات الإثارة هو البحث عن السر. علاوة على ذلك، فإن مسارح الجريمة عند الآبار أو بالقرب من المياه ترمز إلى "العمق" وهو عنصر أساسي في الخيال القوطي . تضع رواية الإحساس لمسة حديثة على قصص الأشباح القوطية الكلاسيكية من خلال وضع القصص في إعدادات معاصرة وهذا ينتج تأثير خلق رعب حقيقي وقابل للتصديق. قصة لوفانو " الشاي الأخضر" نموذجية للإحساس الذي يرغب الروائيون في إثارته لاستكشاف المسار الأقل سلوكاً. الشخصية الرئيسية، جينينجز، تفتح عن غير قصد عينًا داخلية يمكنها رؤية العالم الروحي بعد استهلاك الكثير من الشاي الأخضر.
استمدت روايات الإثارة تأثيرها أيضًا من روايات نيو جيت التي كانت شائعة خلال ثلاثينيات وأربعينيات القرن التاسع عشر؛ وعلى نحو مماثل لرواية الإثارة، خلقت روايات نيو جيت الكثير من الجدل والنقاش. وجد مؤلفو كلا النوعين الإلهام في تقارير الشرطة الصحفية؛ ومع ذلك، كانت روايات الجريمة الغامضة في الروايات المثيرة أقل اهتمامًا بالقبض على المجرم وركزت بدلاً من ذلك على هوية المجرم وكيف أصبح مجرمًا.

## المواضيع والاستقبال
عادةً ما تركز روايات الإثارة على موضوعات صادمة بما في ذلك الزنا والسرقة والتنكر والانتقام والاختطاف والجنون وتعدد الزوجات والتزوير والإغواء والقتل. تميزت عن الأنواع المعاصرة الأخرى، بما في ذلك الرواية القوطية ، من خلال وضع هذه الموضوعات في إعدادات عادية ومألوفة ومحلية في كثير من الأحيان، وبالتالي تقويض الافتراض الشائع في العصر الفيكتوري بأن الأحداث المثيرة كانت شيئًا غريبًا ومنفصلًا عن حياة الطبقة المتوسطة المريحة. سخر دبليو إس جيلبرت من هذه الأعمال في أوبراه الكوميدية "رواية الإحساس" التي صدرت عام 1871. ومع ذلك، يرى أنتوني ترولوب أن أفضل الروايات يجب أن تكون "واقعية ومثيرة في نفس الوقت... وفي أعلى درجة من الإثارة".
عندما انتشرت روايات الإثارة في إنجلترا الهادئة، أصبحت هذه الروايات الأكثر مبيعًا على الفور، متجاوزة كل أرقام مبيعات الكتب السابقة. ومع ذلك، فإن النقاد المثقفين الذين كتبوا في المجلات الأكاديمية في ذلك اليوم أدانوا هذه الظاهرة وانتقدوا ممارسيها (وقرّائها) بأشد العبارات قسوة؛ ولعل جون روسكين قدم النقد الأكثر عمقًا في كتابه "الخيال - العادل والفاسد". يعتقد بعض العلماء أن شهرة هذا النوع ربما ساهمت في شعبيته. وصف هنري لونجفيل مانسيل من مجلة Quarterly رواية الإحساس بأنها "مثيرة للغاية لهذا الإحساس في الحنك والحلق وهو أحد الأعراض المبكرة للغثيان".

## إرث
وقد لوحظ أن روايات العصر الفيكتوري الجديد، مثل "ساعات ما قبل الفجر" (1958) لسيلينا فريملين و "النجوم " (2013) لإليانور كاتون، تعتمد على اتفاقيات أدب الإثارة. يتضمن كتاب "الأنوار" استخدامات "للوصايا المشبوهة والوثائق المزورة والزواج السري والزواج غير الشرعي والأفيون". صرحت سارة ووترز أن روايتها الثالثة Fingersmith ( Virago Press ، 2002) كانت بمثابة تكريم لنوع الرواية المثيرة.